# Kim Dong-sung (Illustrator)

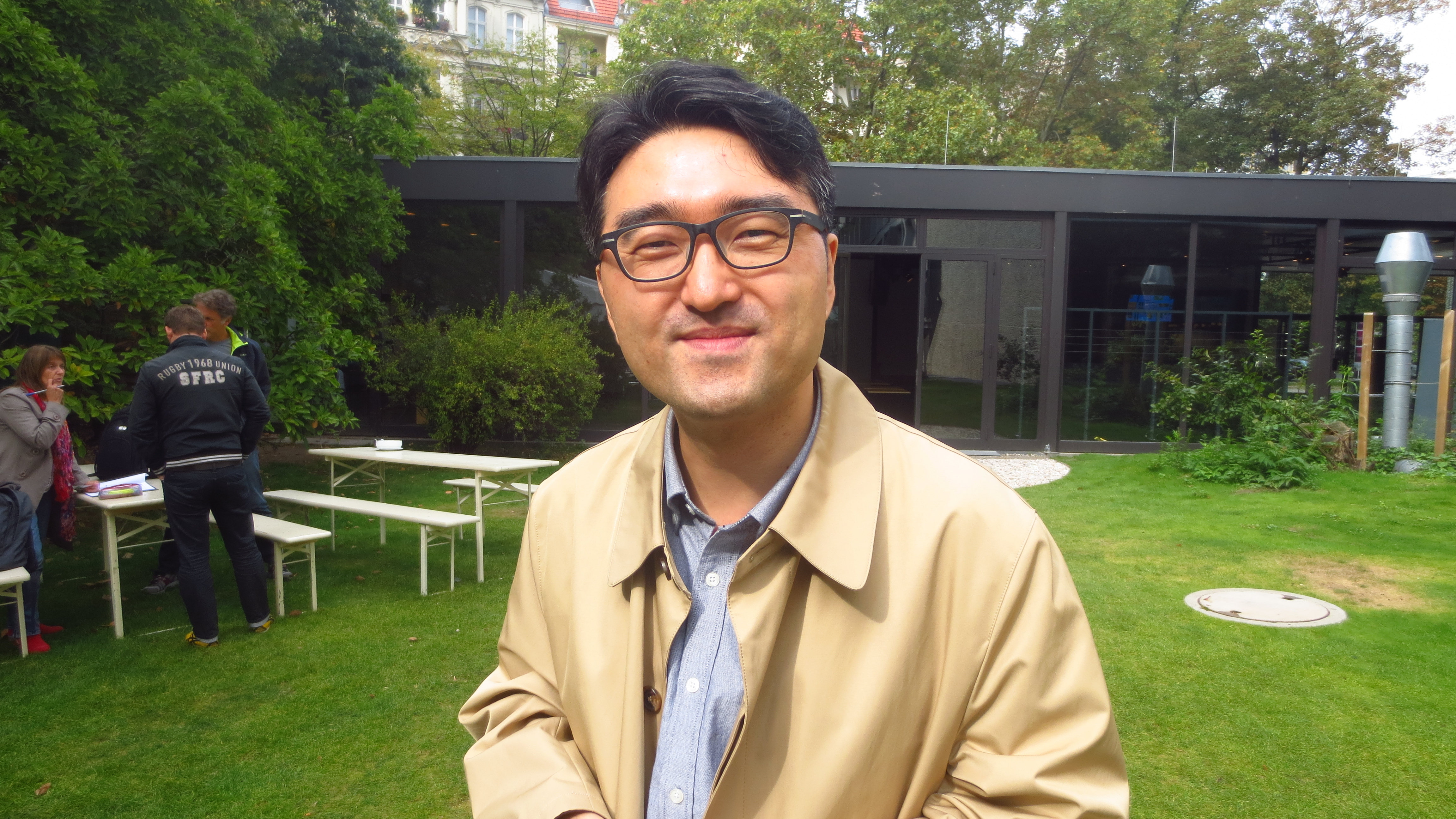
Kim Dong-sung (2014 beim Kinder- und Jugendprogramms des Internationalen Literaturfestivals Berlin)

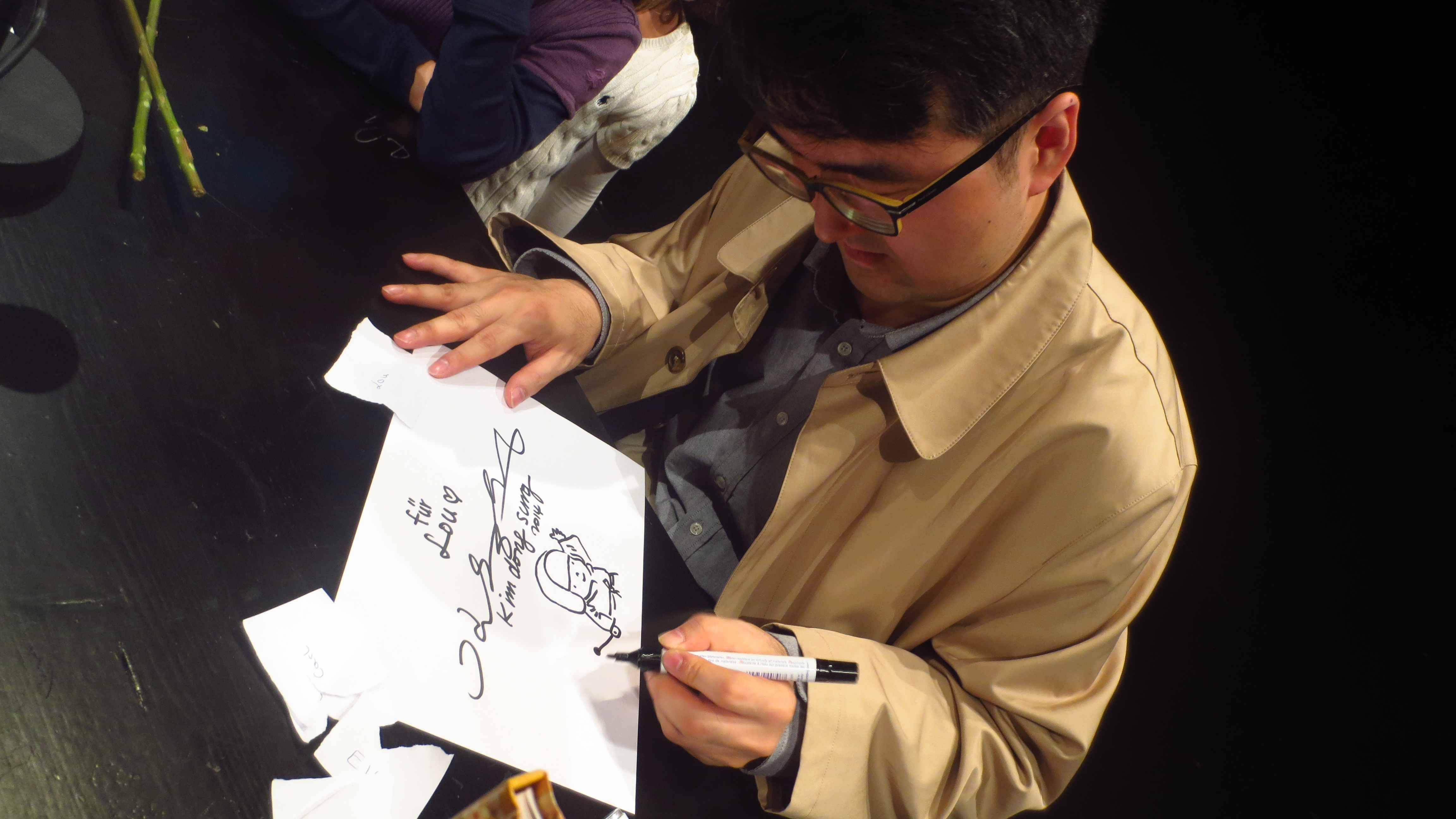
Kim Dong-sung (2014 beim Kinder- und Jugendprogramms des Internationalen Literaturfestivals Berlin)

Kim Dong-sung (auch Kim Dong-seong; * 1970 in Busan) ist ein südkoreanischer Maler und Illustrator. Das von ihm illustrierte Buch Eomma Majung (2004; deutsch Wann kommt Mama? – Ein Bilderbuch aus Korea, 2007) wurde in Südkorea vielfach ausgezeichnet, von der FAZ als „Wunderbuch“ bezeichnet und 2008 für den Deutschen Jugendliteraturpreis nominiert. Neben Eomma Majung illustrierte Kim viele weitere Bilderbücher. Er lebt in Seoul.

## Leben und Werk
Kim studierte an der Hongik-Universität in Seoul das Hauptfach Orientalische Malerei.
Sein Debüt als Illustrator von Bilderbüchern gab er mit Samchongwa Hamkke Jajeongeo Yeohaeng (1998, deutschsprachige Übersetzung des Titels: Meine Fahrradtouren mit meinem Onkel). Das Buch erzählt die Geschichte von Seon-mi und ihrem Onkel, die auf Fahrrädern in die Stadt fahren. Auf dem Weg zeigt ihr Onkel ihr die Orte, wo früher Reisfelder, Äcker und Bäche waren. Inzwischen ist die Stadt voll mit Häusern und Straßen. Er erzählt ihr, wie glückselig er als Kind spielte, sodass auch Seon-mi so glücklich wie ihr Onkel spielen möchten. Mit einem Mal lenken ihre Fahrräder in die Richtung, wo der Onkel früher spielte. Die beiden fangen nun Flusskrebse und backen Kartoffeln und versprechen sich, niemandem von ihrem Erlebnis zu erzählen. Samchongwa Hamkke Jajeongeo Yeohaeng ist ein Buch über den Verlust der unberührten Natur, wie auch den Verlust der Erinnerung, hervorgerufen durch rücksichtslose Naturausbeutung.
Ein weiteres von Kim illustriertes Buch ist Binali Dal-ine Jib (2001, deutschsprachige Übersetzung des Titels: Dal aus Binari). Im Zentrum dieses Buches stehen der Hund Dal und ein Priester, die es beide auch im wirklichen Leben gibt.
Kims Buch Eomma Majung basiert auf der erstmals 1938 in einer koreanischen Zeitung veröffentlichten Geschichte von Lee Tae-jun, einer der beliebtesten koreanischen Autoren. Wann kommt Mama? – Ein Bilderbuch aus Korea spielt im Korea der 1930er Jahre, eine Zeit großer Armut und japanischer Besetzung des Landes. Es ist auf han-ji, traditionellem koreanischen Papier, mittels der traditionellen muck-sun-Techniken gezeichnet.
Mit Nalji Moshaneun Bandisbul-i (2007, deutschsprachige Übersetzung des Titels: Das flügellose Glühwürmchen) illustrierte Kim die Geschichte eines Glühwürmchens, das es trotz verkümmerter Flügel und seines Unvermögens, fliegen zu können, Freunde hat, die sich um es kümmern.
Die von Kim illustrierten Bücher wurden in vier Sprachen (Deutsch, Englisch, Französisch, Spanisch) übersetzt.
Über den Prozess des Illustrierens sagt Kim:

“First, I think about the relationship between the text and the illustration. Illustration can offer something greater than the text, enhance it, or depict exactly what it says. Sometimes, there are texts that do not need illustrations because the text says it all. […] For the artists, good texts leave holes here and there for the pictures to fill. In picture books, sometimes the picture plays the main role and the text plays the supporting role, or vice versa. So an illustrator has to understand the text and contribute his own ideas in the illustration.”

Neben seiner Arbeit als Maler und Illustrator arbeitet Kim auch im Bereich von Werbung, Cartoon und Animation.
2014 war er Jurymitglied der Auszeichnung Das außergewöhnliche Buch des Kinder- und Jugendprogramms des Internationalen Literaturfestivals Berlin.
Kim lebt mit seiner Frau und seinem Sohn in Seoul.

## Presseschau

### Onŭl i(2003)
“This literary fairy tale focuses on a little orphan girl called Today, who starts searching for her parents. She meets a wise old woman who sends her on a long and adventurous journey during which she encounters many different creatures (man, tree, snake, fairy). Although they themselves are in need of some help, they readily help the girl. Little Today promises to return their favours on her way back. With an astonishing determination, the girl braves any barriers (such as river and mountain), the frightening guardian of the gate, and finally finds her parents. When she returns, she keeps her promise to her helpers. The illustrations are full of depth and form a link between the traditional Korean art of painting and modern ink- and water-colour drawings.”

### Eomma Majung(2004) /Wann kommt Mama? – Ein Bilderbuch aus Korea(2007)
„Das nun muss man wissen, sonst bleibt der Schluss der Geschichte todtraurig, während er sehr glücklich sein soll. Und todtraurig sollte dieses Wunderbuch niemand aus der Hand legen, denn dazu ist es viel zu schön. So lapidar wie Lee schreibt, zeichnet Kim, doch er setzt zwischen Lees Sätze immer wieder stumme Bilder: herrlich aquarellierte Traumvisionen der Straßenbahn, die neben grandiosen Skizzen der Wartenden an der Haltestelle stehen. Dann wieder kommt ein doppelseitiges Tableau der Stadt, und schließlich kommt der Schnee, der die Häuser unter grüner Wintersonne dick bedeckt.“

„Ein Kind wartet an der Strassenbahnhaltestelle auf seine Mutter. Mehr geschieht in diesem koreanischen Bilderbuch nicht. In den berückend zarten und doch ungemein kraftvollen Bildern geht es ums Warten. Licht und Stimmung wechseln, und so vergeht die Zeit. Seoul um 1938 – das ist eine fremde Welt, doch die Einsamkeit des Kindes unter all den eiligen, beladenen Erwachsenen ist überall auf der Welt die gleiche.“

„Mit Lee Tae-Juns Kindergeschichte sind in Korea Generationen von Lesern aufgewachsen. Der Text aus dem Jahr 1938 liegt nun in deutscher Übersetzung vor. Die zartfarbig aquarellierten Zeichnungen in traditioneller koreanischer Technik von Kim Dong-Seong sind betörend schön; in ihnen wird traumverloren das Warten als existenzielle Erfahrung des Menschen spürbar. Die Bilder geraten zu einer regelrechten Warte-Séance. Zugleich schenkt der Illustrator der Geschichte mit den fulminanten Farbseiten eine unerhörte Leichtigkeit und Luzidität.“

“This simple tale about a child's fears comes alive through the imaginative illustrations – delicate sepia drawings, some of which are coloured in tender shades of green and brown.”

### Chaeggwa Nonineun Jib(2009)
“Unlike most historical novels, this original story of a boy living in the midst of the Yi Dynasty’s suppression of Catholicism in the 19th century is not only instructive and edifying, but also touching. Moonjang’s father makes a living copying books, including prohibited Catholic doctrines. Moonjang delivers the manuscripts both to noble scholars and members of other classes, such as merchants and bar maids. The Western philosophy of egalitarianism spreads rapidly and leads to social turmoil. The writer vividly describes the lifestyles and ideologies of the society at large as well as of individuals living during this historically rich period, all the while never losing the protagonist‘s perspective. The brilliant illustrations by renowned artist Tong-sung Kim accompany the text and help transport readers back to the era.”

## Bibliografie
| Koreanischsprachige Originalausgabe | Deutschsprachige Erstübersetzung | Anmerkungen |
| --- | --- | --- |
| 1998: Samchongwa Hamkke Jajeongeo Yeohaeng (in koreanischer Schrift: 삼촌과 함께 자전거 여행), Chae In-sun (Text), Kim Dong-sung (Illustration), Verlag: Jaimimage (Paju), 46 Seiten, ISBN 978-89-86565-51-5                                                                  | | Bilderbuch nicht in deutschsprachiger Übersetzung erschienen deutschsprachige Übersetzung des Titels: Meine Fahrradtouren mit meinem Onkel Buchcover, Beispielseiten 1, 2, 3, 4, 5, 6, 7 und 8 der südkoreanischen Originalausgabe |
| 2001: Binali Dal-ine Jib (in koreanischer Schrift: 비나리 달이네 집), Kwon Jeong-saeng (Text), Kim Dong-sung (Illustration), Verlag: Little Mountain, 59 Seiten, ISBN 978-89-89646-00-6                                                                                       | | Bilderbuch nicht in deutschsprachiger Übersetzung erschienen deutschsprachige Übersetzung des Titels: Dal aus Binari Buchcover, Beispielseiten 1, 2, 3, 4, 5, 6, 7, 8, 9, 10, 11, 12, 13, 14, 15, 16, 17, 18, 19, 20 und 21 der südkoreanischen Originalausgabe |
| 2001: Meali (in koreanischer Schrift: 메아리), Lee Ju-hong (Text), Kim Dong-sung (Illustration), Verlag: Gilbut (Paju), 36 Seiten, ISBN 978-89-86621-78-5 | | Bilderbuch nicht in deutschsprachiger Übersetzung erschienen deutschsprachige Übersetzung des Titels: Echo Buchcover, Beispielseiten 1 und 2 der südkoreanischen Ausgabe |
| 2001: Haneulgil (in koreanischer Schrift: 하늘길), Yi Mun (Text), Kim Dong-sung (Illustration), Verlag: (), 167 Seiten, ISBN 978-89-87721-39-2 | | Bilderbuch nicht in deutschsprachiger Übersetzung erschienen deutschsprachige Übersetzung des Titels: Himmelsstraße Buchvorschau (in koreanischer Sprache) |
| 2003: Onŭl i, Ho Sang-cho(Text), Kim Dong-sung (Illustration), Verlag: Ungjin Datk´ŏm, ISBN 978-89-01-04014-1 | | Bilderbuch nicht in deutschsprachiger Übersetzung erschienen deutschsprachige Übersetzung des Titels: Mein Name ist Heute |
| 2003: Jongmyo Neoguline, (in koreanischer Schrift: 종묘 너구리네), Yi sang-gyo (Text), Kim Dong-sung (Illustration), Verlag: Daekyochulpan (Seoul), 128 Seiten, ISBN 978-89-395-1586-4                                                                                        | | Bilderbuch nicht in deutschsprachiger Übersetzung erschienen Buchcover der südkoreanischen Ausgabe |
| 2004: Eomma Majung (in koreanischer Schrift: 엄마 마중), Sonyunhangil (Seoul), Lee Tae-Jun (Text), Kim Dong-sung (Illustration), Verlag: Hangilsa (Paju), 38 Seiten, ISBN 978-89-356-5712-4                                                                                   | 2007: Wann kommt Mama? – Ein Bilderbuch aus Korea, Andreas Schirmer (Übersetzung aus dem Koreanischen), Verlag: Baobab im NordSüd Verlag (Zürich), 42 Seiten, ISBN 978-3-314-01535-9 | Bilderbuch deutschsprachige Erstausgabe vergriffen zweite deutschsprachige Ausgabe 2011 bei Baobab Books (Basel, ISBN 978-3-905804-23-2) unter dem Titel Waiting for Mama und Waiting for Mummy in englischer Sprache erschienen unter dem Titel En attendant Maman in französischer Sprache erschienen vollständiges Buch (englischsprachige Ausgabe; PDF; 2,7 MB) Unterrichtseinheit zum Buch (in englischer Sprache; PDF; 183 kB) Buchflyer (in englischer Sprache; PDF; 542 kB) |
| 2005: Naiting-Geil (in koreanischer Schrift: 나이팅게일), Hans Christian Andersen (Autor des auf dem Buch basierenden Märchens Des Kaisers Nachtigall), Kim Su-jung (Text), Kim Dong-sung (Illustration), Verlag: Woongjin ThinkBig (Paju), 42 Seiten, ISBN 978-89-01-04988-5 | | Bilderbuch nicht in deutschsprachiger Übersetzung erschienen deutschsprachige Übersetzung des Titels: Nachtigall Buchcover, Beispielseiten 1, 2, 3 und 4 der südkoreanischen Ausgabe |
| 2005: Gansong Seonsaengnim-i Dasi Chaj-eun Uli Munhwayusan Iyagi (in koreanischer Schrift: 간송 선생님이 다시 찾은 우리 문화유산 이야기), Han Sang-nam (Text), Kim Dong-sung (Illustration), 160 Seiten, Verlag: Saemteo (Seoul), ISBN 978-89-464-1618-5                      | | nicht in deutschsprachiger Übersetzung erschienen Buchcover der südkoreanischen Ausgabe |
| 2007: Nalji Moshaneun Bandisbul-i (in koreanischer Schrift: 날지 못하는 반딧불이), Akemi Ozawa (Text), Kim Dong-sung (Illustration), 63 Seiten, ISBN 978-89-89863-52-6 | | Bilderbuch nicht in deutschsprachiger Übersetzung erschienen deutschsprachige Übersetzung des Titels: Das flügellose Glühwürmchen Buchcover, Beispielseiten 1, 2, 3, 4 und 5 |
| 2008: Deulkkoch Ai (in koreanischer Schrift: 들꽃 아이), Lim Gil-taek (Text), Kim Dong-sung (Illustration), Verlag: Gilbut (Paju), 48 Seiten, ISBN 978-89-5582-082-9 | | Bilderbuch nicht in deutschsprachiger Übersetzung erschienen deutschsprachige Übersetzung des Titels: Das Wildblumen-Kind Buchcover, Beispielseiten 1, 2 und 3 der südkoreanischen Ausgabe |
| 2008: Kkochsin (in koreanischer Schrift: 꽃신), Kim Soyon (Text), Kim Dong-sung (Illustration), Verlag: Bluebird Child (Paju), 155 Seiten, ISBN 978-89-6155-104-5 | | Bilderbuch nicht in deutschsprachiger Übersetzung erschienen deutschsprachige Übersetzung des Titels: Blumenschuhe Buchcover und Beispielseite 1 der südkoreanischen Ausgabe |
| 2009: Chaeggwa Nonineun Jib (in koreanischer Schrift: 책과 노니는 집), Lee Young-seo (Text), Kim Dong-sung (Illustration), Verlag: Munhakdongne (Paju), 192 Seiten, ISBN 978-89-546-0734-6                                                                                    | | Bilderbuch nicht in deutschsprachiger Übersetzung erschienen deutschsprachige Übersetzung des Titels: Das Haus, in dem die Bücher wohnen Buchcover, Seitenbeispiele 1, 2 und 3 der südkoreanischen Ausgabe |
| 2010: Soli Eobsneun Aideul (in koreanischer Schrift: 소리 없는 아이들), Hwang Seon-mi (Text), Kim Dong-sung (Illustration), Verlag: Woongjin ThinkBig (Paju), 180 Seiten, ISBN 978-89-01-10617-5                                                                              | | Bilderbuch nicht in deutschsprachiger Übersetzung erschienen deutschsprachige Übersetzung des Titels: Stille Kinder Buchcover der südkoreanischen Ausgabe |
| 2012: Puleun Gae Jangbalt (in koreanischer Schrift: 푸른 개 장발), Hwang Seon-mi (Text), Kim Dong-sung (Illustration), 199 Seiten, Verlag: Woongjin ThinkBig (Paju), ISBN 978-89-01-12120-8                                                                                   | | Bilderbuch nicht in deutschsprachiger Übersetzung erschienen deutschsprachige Übersetzung des Titels: Der langhaarige blaue Hund Buchcover, Beispielseiten 1, 2 und 3 der südkoreanischen Ausgabe |
| 2013: Chaegbo (in koreanischer Schrift: 책보), Yi Chun-hui (Text), Kim Dong-sung (Illustration), 52 Seiten, Verlag: Safari, ISBN 979-11-5509-124-1 | | Bilderbuch nicht in deutschsprachiger Übersetzung erschienen Buchcover, Beispielseiten 1, 2, 3 und 4 der südkoreanischen Ausgabe |

## Nominierungen und Auszeichnungen
| Jahr      | Buch                                                       | Nominierung / Auszeichnung                                                                 |
| --------- | ---------------------------------------------------------- | ------------------------------------------------------------------------------------------ |
| 2003      | Onŭl i                                                     | White Raven 2005                                                                           |
| 2006      | Eomma Majung / Wann kommt Mama? – Ein Bilderbuch aus Korea | White Raven 2006                                                                           |
| 2007      | Eomma Majung / Wann kommt Mama? – Ein Bilderbuch aus Korea | Die besten 7 Bücher für junge Leser des Deutschlandfunks im November                       |
| 2008      | Eomma Majung / Wann kommt Mama? – Ein Bilderbuch aus Korea | Nominierung für den Deutschen Jugendliteraturpreis in der Kategorie Bilderbuch             |
| 2009      | Chaeggwa Nonineun Jib                                      | White Raven 2009                                                                           |
| unbekannt | Eomma Majung / Wann kommt Mama? – Ein Bilderbuch aus Korea | Hauptpreis des Baeksang Publishing Award                                                   |
| unbekannt | Eomma Majung / Wann kommt Mama? – Ein Bilderbuch aus Korea | Auszeichnung als Buch des Jahres durch die drei wichtigsten nationalen Zeitungen Südkoreas |
| unbekannt | Eomma Majung / Wann kommt Mama? – Ein Bilderbuch aus Korea | Auszeichnung als Buch des Monats durch den südkoreanischen Verlegerverband                 |